# Samou (Zen)
Pour les articles homonymes, voir Samou.

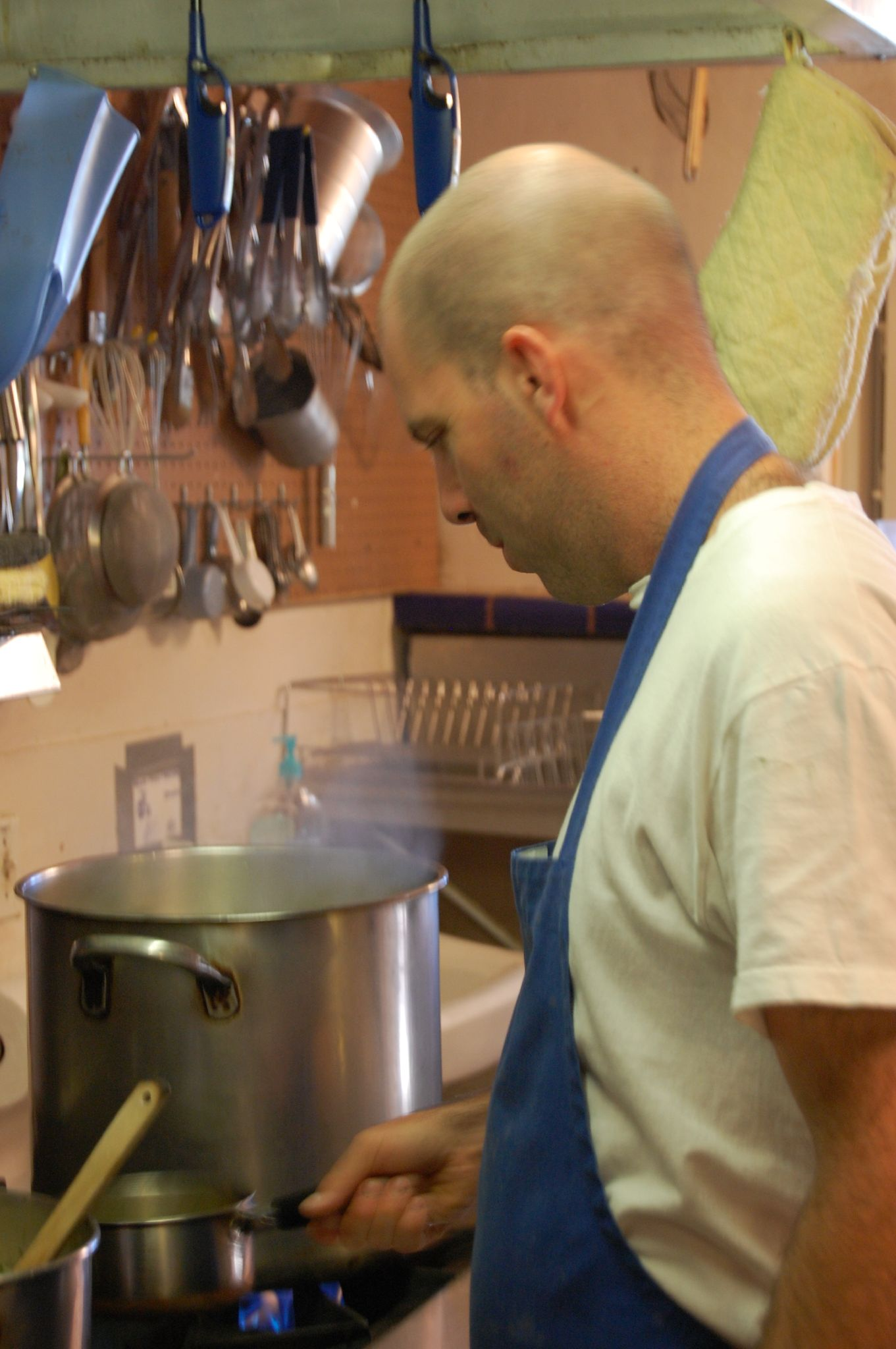
Samou en cuisine

Le Samou (作務, samu) est dans la tradition bouddhiste zen la participation aux tâches d'entretien des monastères.

## Histoire
C'est Baizhang Huaihai (en) qui aurait introduit cette pratique en établissant les premières règles de la discipline monastique Chán (zen chinois), les Règles pures de Baizhang. La pratique de l'agriculture par les moines zen leur a permis de survivre à la Grande persécution anti-bouddhiste, plus que d'autres sectes qui comptaient davantage sur les dons. Ces règles sont encore en vigueur dans de nombreux monastères zen. C'est de ce texte que se trouve le célèbre dicton « Un jour sans travail est un jour sans manger » (一日不做一日不食).